# Antoine-Constant de Brancas
Baron Antoine-Constant de Brancas  (geboren als Antoine-Constant Arnould, * 16. Oktober 1764 in Paris; † 21. Mai 1809 in Essling in der Schlacht bei Aspern) war in französischer Militär der Revolution und des Kaiserreichs.

## Leben
Antoine-Constant de Brancas war ein unehelicher Sohn von Louis-Léon de Brancas, Duc de Lauragais, und der Sängerin Sophie Arnould. Er wurde am 12. Juli 1786 von seinem Vater anerkannt.
Am 22. Januar 1792 – also während der Revolution – wurde er Sous-Lieutenant des 104. Regiments der Linieninfanterie, am 20. Oktober 1792 wurde er ins 5. Husarenregiment versetzt und am 31. Oktober zum Adjunkten der Generaladjutanten ernannt.
Er nahm am Feldzug von 1792 in der Armée du Nord teil, kämpfte in der Schlacht bei Jemappes (6. November 1792) und der Schlacht bei Neerwinden (18. März 1793). Am 8. Mai 1793 wurde er bei Raismes verwundet, als er alleine mit einem Trompette-Major des Hauptquartiers den durch eine Kanonenkugel schwerverwundeten General Auguste Marie Henri Picot de Dampierre gegen die Angriffe des Feindes verteidigte. Der General starb am Tag darauf bei Valenciennes.
Er trat in die Armée de Sambre-et-Meuse ein und wurde am 15. Mai 1793 Generaladjutant des Bataillons.
Nachdem er von seinen Aufgaben suspendiert und als Verdächtiger (unter dem Gesetz über die Verdächtigen vom 17. September 1793) inhaftiert und dann freigelassen worden war, nahm er bis zum Jahr V (1796/97), entweder in der Armée de Sambre et Meuse oder der Armée d‘Hollande, wieder am Krieg teil.
Am 23. Pluviose III (11. Februar 1795) kehrte er in die Kavallerie zurück und wurde als Kapitän erneut im 5. Husarenregiment eingesetzt. Er nahm von VI. (1797/98) bis zum IX. Jahr (1800/01) an den Operationen der Armée d’Helvétie und der Armée du Danube teil und wechselte am 21. Vendémiaire VI (12. Oktober 1797) als Chef d’escadron zu den 9. Husaren. Bei einer Operation am 3. Vendémiaire VII (24. September 1798) nahm er dem Feind an der Spitze der 9. Husaren, deren Kommando er an diesem Tag hatte, vier Kanonen und eine immense Beute weg. Die heftigen Angriffe, die er am 23. Frimaire IX (14. Dezember 1800) bei Salzburg durchführte, brachten ihm die Anerkennung des Oberbefehlshabers ein.
Am 6. Brumaire XII (29. Oktober 1803) war er Major der 6. Husarenregiments, am 4. Germinal XII (25. März 1804) wurde er Legionär der Ehrenlegion. Im Jahr XIV (1805/06) nahm er an den Feldzügen in Österreich, im Jahr 1806 an denen in Preußen teil.
Am 31. Dezember 1806 wurde er zum Oberst des 11e régiment de cuirassiers befördert, 1807 unternahm er einen Feldzug in Polen, am 11. Juli 1807 wurde er zum Offizier der Ehrenlegion ernannt.
1808 diente er in der Armée de l’observation du Rhin. Am 19. März 1808 wurde er zum  baron de l’Empire in der Noblesse impériale erhoben, der Patentbrief dazu wurde am 15. Januar 1809 in Valladolid ausgestellt. Am 21. Mai 1809 fiel er in der Schlacht bei Aspern (frz. Bataille d’Essling).
Antoine-Constant de Brancas blieb unverheiratet und kinderlos.